# Eikō no Saint Andrews
Eikō no Saint Andrews (栄光のセントアンドリュース) est un jeu vidéo de golf sorti en 1996 sur Nintendo 64 et PlayStation uniquement au Japon. Le jeu a été développé et édité par Seta.
Il s'agit du premier jeu de golf à sortir sur Nintendo 64.

## Système de jeu
Le terrain de golf où se déroule le jeu est le Royal and Ancient Golf Club of St Andrews.

## Accueil
- Famitsu : 23/40 (PS)[1]